# Bucciano
Bucciano es una localidad y comune italiana de 2.043 habitantes, ubicada en la provincia de Benevento (una de las cinco provincias de la región de Campania). 

## Demografía

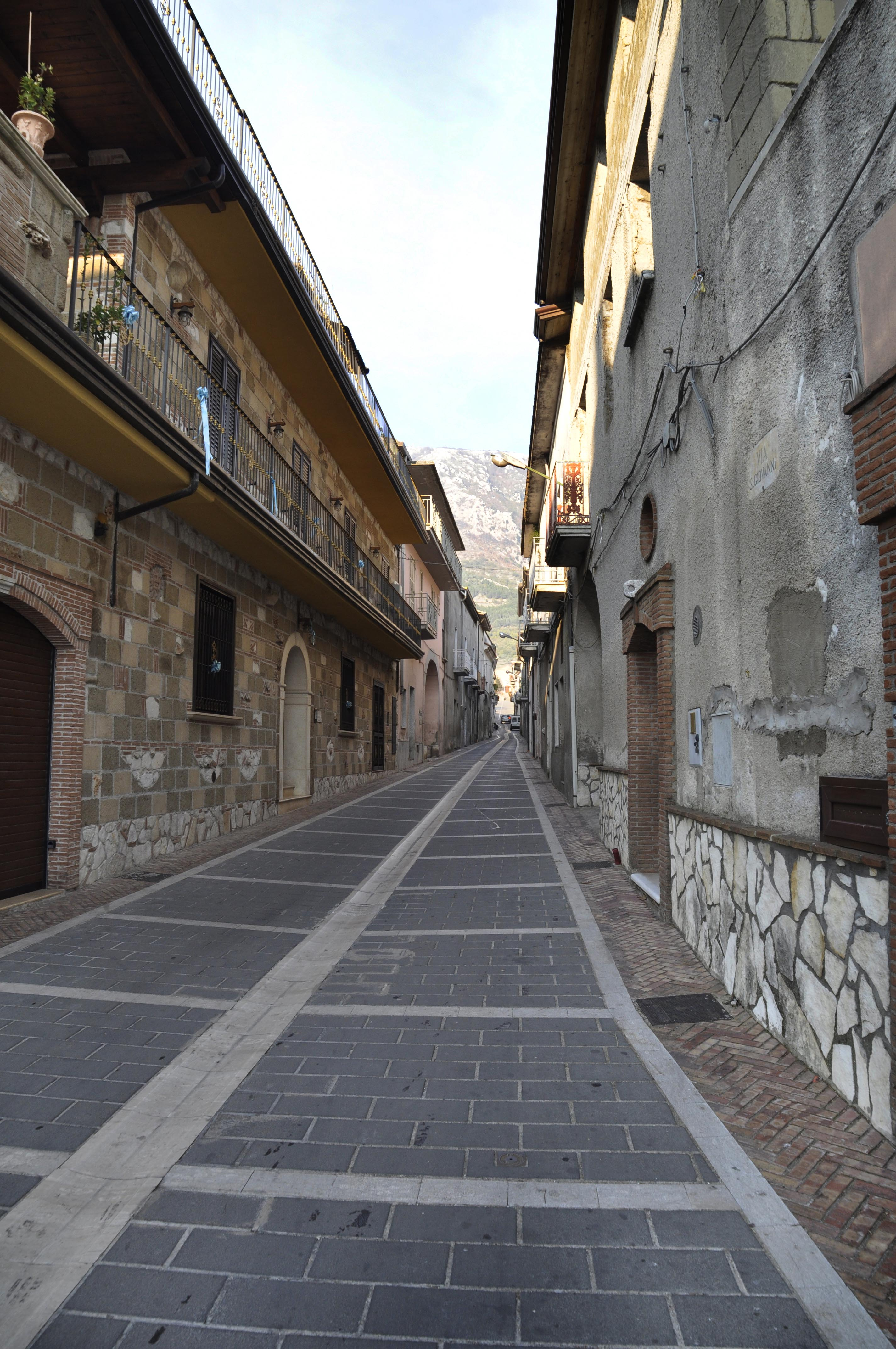
Una calle de Bucciano

| Gráfica de evolución demográfica de Bucciano entre 1861 y 2001 |
|                                                                |
| Fuente ISTAT - elaboración gráfica de Wikipedia                |